# Zaling
Een zaling is in de zeilvaart een dwarshout (kan ook van metaal of kunststof zijn) in de mast dat dient om het staand want te spreiden. Hierdoor krijgen de door het want op de mast uitgeoefende krachten een gunstiger uitwerking. Het is voor een zeilschip van groot belang dat de zalings (of zalingen) degelijk zijn uitgevoerd. Bij een defect verliest de mast meteen zijn steun (verstaging) en loopt grote kans op te breken.
Een zaling lijkt een beetje op een ra, maar een zaling heeft een vaste positie ten opzichte van de mast en er worden geen zeilen aan bevestigd. 